# Żagiew
Żagiew ("La Antorcha"), también conocida como Żydowska Gwardia Wolności (la "Guardia Judía de la Libertad"), fue un grupo de agentes provocadores nazi-colaboracionista judíos en la Polonia ocupada por los nazis, fundada y patrocinada por los alemanes y dirigida por Abraham Gancwajch. Muchos miembros de Żagiew se relacionaron con la organización judía colaboracionista Grupo 13, que también fue dirigida por Gancwajch. La organización operaba principalmente dentro del Gueto de Varsovia. Żagiew se estableció a finales de 1940 y existió hasta el momento de la eliminación del ghetto durante el levantamiento del gueto de Varsovia de 1943.
Los nazis tenían más de un millar de agentes secretos judíos en Polonia y algunos tenían permitido que sus manipuladores de la Gestapo poseyeran y portaran armas de fuego.
Su objetivo principal era infiltrarse en la red de resistencia judía y revelar sus conexiones con grupos clandestinos polacos de resistencia que ayudaban y ocultaban a los judíos en el gobierno general. La organización fue capaz de infligir un daño considerable en ambos frentes. Los agentes de Żagiew también fueron instrumentales en la organización del asunto Hotel Polski en Varsovia, un esquema alemán para atraer a miles de judíos ricos bajo falsas promesas de evacuación a Sudamérica en una trampa y extorsionar su dinero y objetos de valor antes de matar a la mayoría de ellos.